# Marcel Coraș
Marcel Coraș (n. 14 mai 1959, Arad) este un fost fotbalist român, care a jucat la Echipa națională de fotbal a României.
În sezonul 1988-1989, Marcel Coraș a marcat 36 de goluri în Campionatul României pentru echipa Victoria București și a câștigat trofeul "Gheata de argint" a Europei, fiind devansat de către un alt fotbalist român, Dorin Mateuț.
În martie 2008 a fost decorat cu Ordinul „Meritul Sportiv” clasa a III-a, pentru participarea la Campionatul European din 1984 și pentru întreaga activitate.